# Muwatalli II
Muwatalli II (écrit aussi Mouwatalli ou Muwatallish)  est un roi hittite (Nouvel empire) qui régna d'environ 1295 à 1272 av. J.-C. (en chronologie courte),

## Vie

Localisation des principaux sites et régions de l'Anatolie hittite

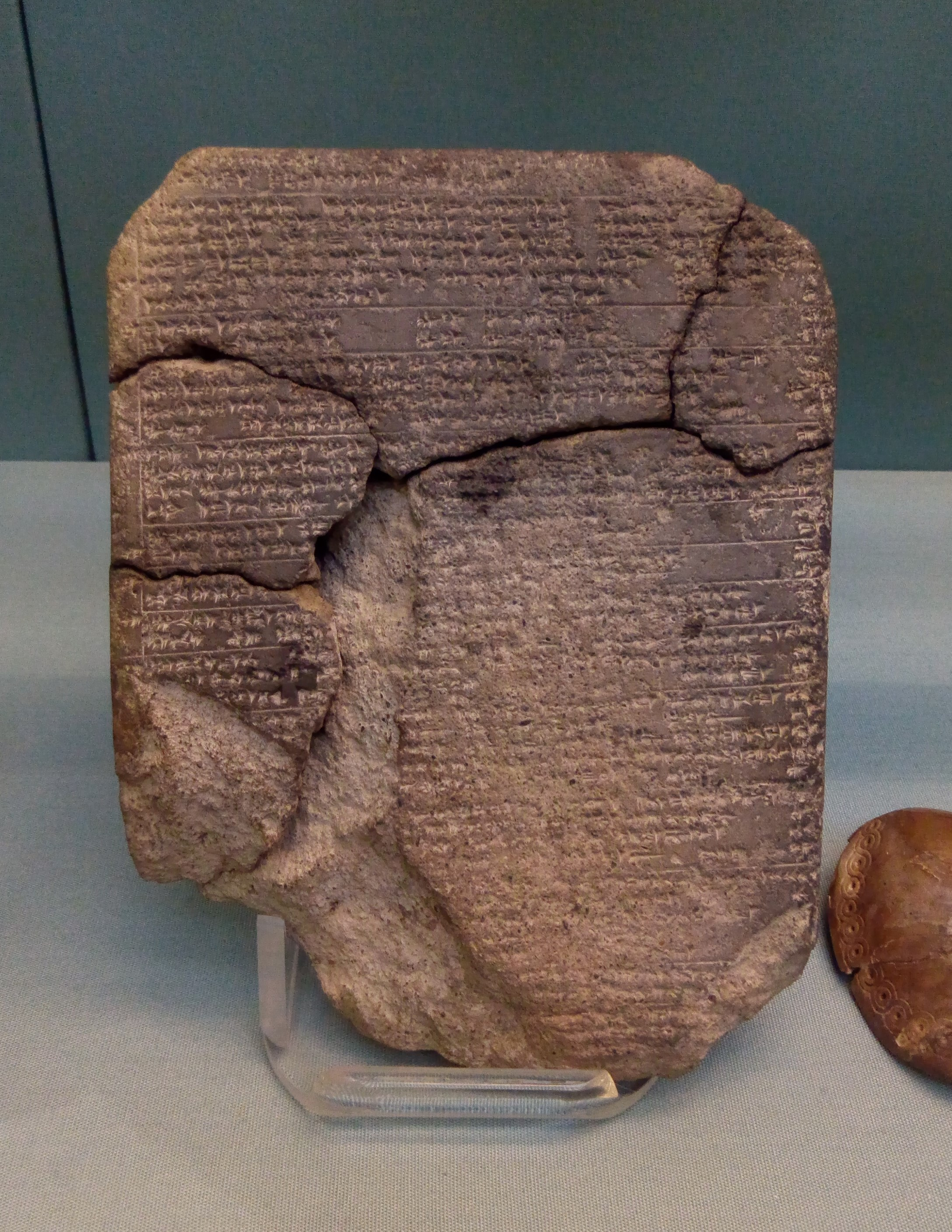
Tablette contenant une copie du traité passé entre Muwatalli II et le roi Talmi-Sharrumma d'Alep. British Museum.

Il était vraisemblablement le fils aîné du roi Mursili II et de la reine Gassulawiya. Muwatalli aurait peut-être succédé à son père Mursili après la mort de son frère Halpasulupi.
Le grand fait de son règne est son affrontement contre Ramsès II lors de la bataille de Qadesh (~ 1274 av. J.-C.). Il est aussi connu pour avoir déplacé la capitale hittite de Hattusa à Tarhuntassa, plus au sud.
Son fils Mursili III (connu aussi sous le nom d'Urhi-Teshub) lui succéda en 1272 av. J.-C. D'âpres luttes de pouvoir agitaient la famille régnante. Mursili III fut déposé et exilé par son oncle Hattusili III, frère de Muwatalli II, qui lui succéda en 1265 av. J.-C.

## Bas-relief de MuwatalliII
Un bas-relief, sculpté dans le roc, représente, d'après les inscriptions qui l'accompagnent, le roi Muwatalli II. Il se situe près de l'ancienne route Misis-Ceyhan par l'actuel village de Sirkeli, au sud-ouest des ruines d'Yilanlikale. Il est sculpté sur une paroi rocheuse face à la rivière Ceyhan, à environ 50 mètres au-dessus du niveau de l'eau. Il représente un roi hittite barbu avec une longue robe. Les inscriptions à la droite du bas-relief ont été déchiffrées ; elles nomment Muwatalli, fils de Mursili. Cette sculpture est la plus ancienne représentation d'un roi hittite identifié à ce jour. Muwatalli II avait déplacé la capitale de Hattusa à Tarhuntassa dont l'emplacement est incertain mais proche de Sirkeli, ce qui peut expliquer la présence de ce monument.

## Hymnes et prières hittites
C'est sous le règne de Muwatalli II que date la plus longue des prières ou hymnes de la religion hittite connus. Elle est composée de trois cents lignes réparties en cent cinquante versets. Cette prière révèle les principales divinités de l'Anatolie.

## Lignage
L'arbre généalogique ci-dessous est une reconstruction possible, parmi d'autres, du lignage de la famille royale de l'empire hittite. La nomenclature des souverains, les liens de parenté demeurent obscurs par de nombreux aspects,,.